# Pendálofon (ort i Grekland)
Pendálofon (Pentalofo) är en ort i Grekland.   Den ligger i prefekturen Nomós Aitolías kai Akarnanías och regionen Västra Grekland, i den centrala delen av landet, 220 km väster om huvudstaden Aten. Pendálofon ligger 12 meter över havet och antalet invånare är 889.
Terrängen runt Pendálofon är platt söderut, men norrut är den kuperad.Runt Pendálofon är det ganska glesbefolkat, med 38 invånare per kvadratkilometer. Närmaste större samhälle är Katochí, 8,1 km söder om Pendálofon. Omgivningarna runt Pendálofon är en mosaik av jordbruksmark och naturlig växtlighet.